# Upton Sinclair
Upton Beall Sinclair (Baltimore, Maryland; 20 de septiembre de 1878-Bound Brook, Nueva Jersey; 25 de noviembre de 1968) fue un escritor, muckraker, activista político estadounidense y candidato por el Partido Demócrata a gobernador de California en 1934, que escribió más de cien obras en diferentes géneros. El trabajo de Sinclair fue muy conocido y popular en la primera mitad del siglo XX, ganando el Premio Pulitzer de Ficción en 1943.
En 1906, Sinclair adquirió particular fama por su clásica novela de muckraker La jungla, en la que expuso las condiciones laborales y sanitarias en la industria procesadora de carne en los EE. UU. levantando tal alboroto público que fue recibido en la Casa Blanca por el presidente Theodore Roosevelt, con lo que  contribuyó, en parte, a la aprobración unos meses después de la Ley de Pureza de Alimentos y Medicamentos de 1906 y la Ley de Inspección de Carnes.
En 1919, publicó The Brass Check, una intensa obra sobre el periodismo amarillo y las limitaciones de la "prensa libre" en los Estados Unidos. Cuatro años después de la publicación de The Brass Check, se creó el primer código deontológico para periodistas. La revista Time lo llamó "un hombre con todos los dones excepto el humor y el silencio". Es muy recordado por la cita: "Es difícil hacer que un hombre entienda algo, cuando su salario depende de que no lo entienda".  La usó en discursos y el libro sobre su campaña para gobernador como una forma de explicar por qué los editores de los principales periódicos de California no tratarían con seriedad sus propuestas de pensiones de vejez y otras reformas progresistas.
Se pueden leer muchas de sus novelas como obras históricas. Escribiendo durante la Era Progresista, Sinclair describe el mundo de los Estados Unidos industrializados tanto desde el punto de vista del trabajador como del industrial. Novelas como King Coal (1917), The Coal War (publicada póstumamente), ¡Petróleo! (1927) y The Flivver King (1937) describen las condiciones de trabajo de las industrias del carbón, el petróleo y la industria automotriz en ese momento.
En 1937 escribió ¡No pasarán!: Un relato del sitio de Madrid, una novela de combate aclamada internacionalmente en la que se cuenta la participación de un grupo de jóvenes estadounidenses en la Brigada Internacional, y que lograron detener al fascismo a las puertas de Madrid. Según sus palabras, “Este libro es un grito de libertad y de dignidad humana”. 

## Biografía
Upton Sinclair nació en una familia de escasos recursos. Fue hijo único y tuvo un padre vendedor de licor y una madre puritana. Su infancia y adolescencia la pasó entre dos mundos: el de la pobreza en la que vivía con sus padres y el de la riqueza cuando visitaba a sus abuelos maternos, pertenecientes a la alta sociedad.
Con su familia se mudó de Baltimore, donde nació, a Nueva York. A los catorce años ya se había convertido en un insaciable lector y en escritor de cuentos infantiles. Después de graduarse en el City College de Nueva York en 1897, se inscribió en la Universidad de Columbia y usando seudónimos, escribió novelas baratas para pagarse los estudios.
A principios de siglos, estaba decidido a ser escritor y en 1901 publicó su primera novela, Primavera y cosecha (Springtime and Harvest), inspirada en su fallido matrimonio con Meta Fuller, con la que tuvo a su hijo David. En los primeros años de 1920, ya divorciado, volvió a casarse con Mary Kimbrough y se radicó en California.
En la época de la Gran depresión se dedicó activamente a la política y fue candidato a gobernador por el Partido Demócrata. Su obra literaria fue continua, llegando a escribir noventa novelas, treinta obras de teatro y libros sobre periodismo. Al enviudar en 1963, se casó por tercera vez teniendo ochenta y tres años. Murió en un asilo de ancianos de Nueva Jersey debido a su deteriorada salud que requería de cuidados especiales.
Entre la enorme cantidad de obras que escribió, se destacan: La Jungla (The Jungle), ¡Petróleo! y las once novelas protagonizadas por Lanny Budd. En 1942, la novela Los dientes del dragón, le hizo ganar el Premio Pulitzer de Ficción.

## Obra
Ficción
- Salvado por el enemigo - 1898
- El escuadrón de lucha - 1898
- Un prisionero de Morro - 1898
- Un monje soldado - 1898
- Un guantelete de fuego - 1899
- La celebración de la fortaleza - 1899
- La promesa de un soldado - 1899
- Lobos de la Marina - 1899
- Primavera y cosecha - 1901, reeditado el mismo año que Rey Midas
- El diario de Arthur Stirling - 1903
- Fuera de West Point - 1903
- De puerto a puerto - 1903
- En guardia - 1903
- Un crucero extraño - 1903
- Los rivales de West Point - 1903
- Un tesoro de West Point - 1903
- El honor de un cadete - 1903
- Cliff, el cadete naval - 1903
- El crucero del buque escuela - 1903
- Príncipe Hagen - 1903
- Manassas: una novela de la guerra - 1904, reeditado en 1959 como el De ellos es la culpa
- Un capitán de la industria - 1906
- La jungla - 1906
- El Overman - 1907
- La República industrial - 1907
- La metrópolis - 1908
- Los cambiadores de dinero - 1908
- Samuel el buscador - 1910
- La peregrinación del amor - 1911
- Bienes dañados - 1913
- Sylvia - 1913
- El matrimonio de Sylvia - 1914
- King Coal - 1917
- Jimmie Higgins - 1919
- Debs y los poetas - 1920
- 100%: la historia de un patriota - 1920
- El espía - 1920
- El libro de la vida - 1921
- Me llaman carpintero: un cuento de la segunda venida - 1922
- El milenio - 1924
- The Goslings: un estudio de las escuelas americanas - 1924
- Mammonart - 1925
- El Secretario del Portavoz - 1926
- ¡El dinero escribe!  - 1927
- ¡Petróleo!  - 1927
- Boston, 2 vols.  - 1928
- Ciudad de Montaña - 1930
- Vacaciones romanas - 1931
- El desfile húmedo - 1931
- American Outpost - 1932
- La salida - 1933
- Épico inmediato - 1933
- Comienza la fábrica de mentiras - 1934
- El libro del amor - 1934
- Isla de la Depresión - 1935
- No puede suceder aquí - 1935
- Co-op: una novela de vivir juntos - 1936
- El Gnomobile - 1936, 1962
- Wally para la reina - 1936
- ¡No pasarán!: una novela de la Batalla de Madrid - 1937
- El rey Flivver: una historia de Ford-América - 1937
- Pequeño acero - 1938
- Nuestra señora - 1938
- No espere la paz - 1939
- Marie Antoinette - 1939
- Diciendo al mundo - 1939
- Su millón de dólares - 1939
- El fin del mundo - 1940
- El fin del mundo inminente - 1940
- Entre dos mundos - 1941
- Dientes de dragón - 1942
- Ancha es la puerta - 1943
- Agente presidencial - 1944
- Cosecha del dragón - 1945
- Un mundo para ganar - 1946
- Una misión presidencial - 1947
- La fuerza de un gigante - 1948
- Limbo en el suelto - 1948
- Una llamada clara - 1948
- ¡Oh pastor, habla!  - 1949
- Otra Pamela - 1950
- ¡Schenk Stefan!  - 1951
- Un Jesús personal - 1952
- El regreso de Lanny Budd - 1953
- La xopa de la furia - 1956
- Lo que Dídimus hizo - Reino Unido 1954 / Sucedió a Dídimus - EE UU 1958
- De ellos es la culpa - 1959
- Cariñosamente Eve - 1961
- La guerra del carbón - 1976

Autobiográfico
- La autobiografía de Upton Sinclair.  Con Maeve Elizabeth Flynn III.  Nueva York: Harcourt, Brace & World, 1962.
- Mi vida en las letras.  Columbia, MO: University of Missouri Press, 1960.

No ficción
- Buena salud y cómo la ganamos: con una cuenta de la nueva higiene - 1909
- El ayuno cura - 1911
- Los beneficios de la religión - 1917
- La hora de latón - 1919
- El debate McNeal-Sinclair sobre el socialismo - 1921
- El paso de ganso - 1923
- Cartas a Judd, un trabajador americano - 1925
- Radio Mental: ¿Funciona, y cómo? - 1930, 1962
- Upton Sinclair Presenta a William Fox - 1933
- Nosotros, la gente de América, y la forma en que terminó la pobreza: una historia verdadera del futuro - 1933
- Yo, gobernador de California y cómo acabé con la pobreza - 1933
- El plan de Epic para California - 1934
- Yo, candidato a gobernador y cómo me derrotaron - 1935
- Respuestas épicas: cómo acabar con la pobreza en California (1935) - 1934
- Lo que Dios significa para mí - 1936
- Upton Sinclair en la Unión Soviética - 1938
- Cartas a un millonario - 1939

Drama
- Juegos de protesta: La mujer natural, La máquina, El hombre de segunda historia, Prince Hagen - 1912
- La caldera Pot - 1913
- Infierno: un drama en verso y fotos - 1924
- Pájaros cantores enjaulados: un drama en cuatro actos - 1924
- Bill Porter: un drama de O. Henry en la prisión - 1925
- El enemigo también lo tenía: una obra en tres actos - 1950

Como editor
- El grito de justicia: una antología de la literatura de la protesta social - 1915